# Lithophane leautieri
Lithophane leautieri, bướm đêm nút thắt vai Blair, là một loài bướm đêm thuộc họ Noctuidae. Nó được tìm thấy ở Châu Âu. Nó có nguồn gốc từ khu vực bao quanh biển Địa Trung Hải, nhưng dần dần di chuyển lên phía bắc.

## Mô tả kỹ thuật và biến thể
Sải cánh dài 39–44 mm. Cánh trước màu xám nhạt, phủ một lớp màu xám ô liu; các đường lõm mạnh, nhưng bị che khuất nhiều, được đánh dấu bằng các vệt xiên ngắn; dấu tích trên không rõ ràng, nhưng thống nhất ở gốc của chúng bằng một đường dài màu đen; sự cải tạo với đầy đủ ở nửa dưới; hình thon dài, viền đen, liên kết bằng một vệt đen ngắn với đường ngoài; một vệt đen được đánh dấu rõ ràng từ cơ sở trên nếp gấp cận huyết; đường biên dưới chỉ được biểu thị bằng các dấu răng giả màu đen trước nó, trong đó hai đường trên nếp gấp dài nhất; rìa có đốm màu xám đậm và nhạt; cánh sau màu xám nâu nhạt, đậm hơn về phía termen; ab. sabinae Geyer khá nhỏ hơn, màu xám xanh, đánh dấu rõ ràng hơn, đặc biệt là bóng ở giữa và răng dưới rìa; cải tạo lại sự kỳ thị mà hầu như không có bất kỳ sự kỳ thị nào trong đó; hai vạch đen trên nếp gấp phụ khó nhìn thấy.

## Sinh học
Loài bướm đêm này bay từ tháng 9 đến giữa tháng 11.
Ấu trùng có màu xanh lục đậm, đường lưng và đường dưới lưng màu trắng, sưng từng đoạn và ngắt quãng; dòng xoắn màu trắng hơi vàng. Ấu trùng ăn nhiều loài cây khác nhau trong họ Hoàng đàn.

## Hình ảnh

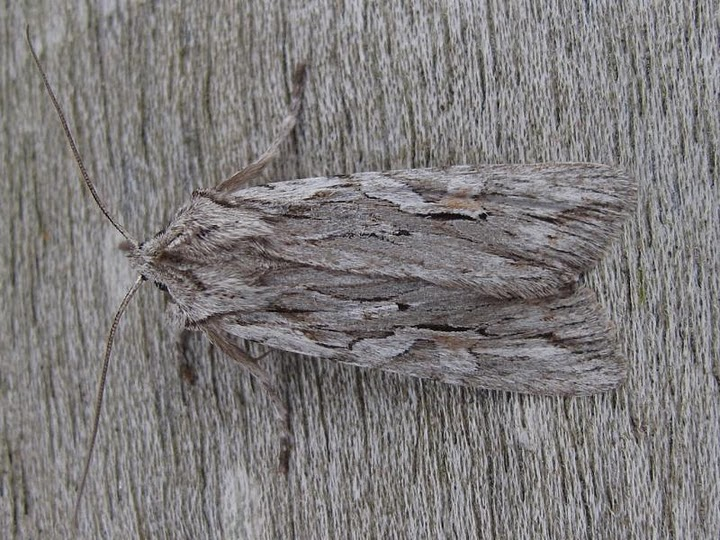